# Alfred Haase (Schauspieler)
Alfred Rudolf Emil Bertram Haase (* 29. November 1887 in Berlin; † 14. Dezember 1960 ebenda) war ein deutscher Film- und Theaterschauspieler sowie Synchronsprecher.

## Leben
Alfred Haase begann seine Bühnenlaufbahn 1907 am Berliner Schillertheater. Er war der Synchronsprecher für u. a. Jay C. Flippen, Leo G. Carroll und Oliver Hardy.

## Filmografie (Auswahl)
- 1919: Schrecken von Schloss Wood
- 1920: Das Geheimnis der Chrysanthemen
- 1920: Künstlerlaunen – Vera-Filmwerke
- 1920: Hyänen auf dem Schlachtfelde des Lebens. 2. Die Apachen von Paris
- 1920: Die stärkere Macht
- 1920: Der Staatsanwalt – Vera-Filmwerke
- 1920: Maulwürfe
- 1921: Der König der Manege
- 1921: Die Todesleiter
- 1921: Julot, der Apache
- 1921: Das rote Plakat, 2. Teil: Die eiserne Acht
- 1921: Die Amazone
- 1921: Satansketten
- 1922: Das schöne Mädel
- 1922: Die fünf Frankfurter
- 1922: Infamie
- 1922: Sünden von Gestern
- 1923: Der Geisterseher
- 1924: Claire
- 1924: Thamar, das Kind der Berge
- 1926: Les mensonges
- 1926: Frauen, die den Weg verloren
- 1932: Unmögliche Liebe (Vera Holgk und ihre Töchter)
- 1934: Die große Chance
- 1934: Der Kuckuck am Steuer
- 1934: Fräulein Frau
- 1935: Verlieb Dich nicht am Bodensee
- 1935: Die törichte Jungfrau
- 1937: Manege
- 1937: Das schöne Fräulein Schragg
- 1937: Sein bester Freund
- 1938: Der Maulkorb
- 1939: Onkel Fridolin
- 1939: Heimatland
- 1939: Wir tanzen um die Welt
- 1939: Brand im Ozean
- 1940: Kriminalkommissar Eyck